# Félix Zeledón
Pour les articles homonymes, voir Zeledón.
Félix Eliud Zeledón, né le 24 novembre 1983 à Estelí au Nicaragua, est un footballeur international nicaraguayen, qui évolue au poste de défenseur. 
Il compte 24 sélections et 1 but en équipe nationale entre 2009 et 2013. Il joue actuellement pour le club nicaraguayen du Real Estelí.

## Biographie

### Carrière de joueur
Avec le club du Real Estelí, il joue plusieurs matchs en Ligue des champions de la CONCACAF.

### Carrière internationale
Félix Zeledón est convoqué pour la première fois par le sélectionneur national Ramón Otoniel Olivas pour un match de la Coupes UNCAF 2009 contre le Salvador le 22 janvier 2009 (1-1). Par la suite, le 26 février 2012, il inscrit son seul but en sélection face au Porto Rico, lors d'un match amical (voitoire 4-1). Il reçoit sa dernière sélection le 22 janvier 2013 contre le Belize (défaite 2-1). 
Il dispute une Gold Cup en 2009. Il participe également à trois Coupes UNCAF en 2009, 2011, et 2013.
Il compte 24 sélections et 1 but avec l'équipe du Nicaragua entre 2009 et 2013. 

## Statistiques

### Buts en sélection
Le tableau suivant liste les résultats de tous les buts inscrits par Félix Zeledón avec l'équipe du Nicaragua.